# تل پلیس راه
تل پلیس راه در شهرستان فیروزآباد، بخش مرکزی، روستای سرمیدان واقع شده و این اثر در تاریخ ۱۲ بهمن ۱۳۸۱ با شمارهٔ ثبت ۷۱۸۷ به‌عنوان یکی از آثار ملی ایران به ثبت رسیده است.